# 上井出村
上井出村（かみいでむら）は静岡県の東部、富士郡に属していた村である。現在の富士宮市北端部、朝霧高原一帯にあたる。

## 地理
- 河川：潤井川、芝川、大倉川
- 湖沼：田貫湖

## 歴史

### 江戸時代
江戸時代には、以下の5村であった。甲州街道を囲む地域であるため、物資輸送や林業が主な産業だった。
- 上井出村（旗本領・藩領）:交通の要衝であり、宿場が置かれ、伝馬役が課された。
- 猪之頭村（旗本領・藩領）:湧水が豊富で農業が行なわれた。
- 人穴村（天領）:溶岩洞穴があり、富士講信者の聖地だった。
- 根原村（天領）:自然環境が厳しく、年貢も免除になるほどの貧村だった。国境にあり、関が置かれた。
- 麓村（天領）:戦国時代には金山があった。

### 昭和
- 1943年（昭和18年）3月17日 - 原野火災が発生。焼失面積は約19.8キロ平方メートル[2]。

## 合併編入
- 1889年（明治22年）4月1日 - 町村制の施行により、上井出村、猪ノ頭村、人穴村、麓村、根原村、狩宿村［一部］が合併して発足。
- 1958年（昭和33年）4月1日 - 富士宮市に編入。同日上井出村廃止。

## 交通

### 道路
- 国道139号

## 名所・旧跡・観光スポット・祭事・催事
- 朝霧高原
- 曽我兄弟の墓
- 白糸の滝 - 白糸村との境界に所在。
- 陣馬の滝
- 麓のつり橋 - 長さ約60ｍ。富士山と毛無山を両側に望む。橋の上で富士を拝むと願い事が叶うと言われている[3]。